# Андреевский военный собор (Буйнакск)
Андреевский военный собор (Собор в честь Введения во храм Пресвятой Богородицы) — главный православный храм Дагестанской области располагался на Соборной площади в городе Темир-Хан-Шура (ныне Буйнакск).

## История
Собор сооружен как полковая церковь 207-го пехотного Новобаязетского полка. Освящён во имя Введения во храм Пресвятой Богородицы.
Закладка фундамента собора была осуществлена в 1853 году. Строительство началось в 1859 году. Собор был закончен и освящен в мае 1861 года. Деньги на строительство был пожертвованы всеми войсками Дагестанской области.
Собор был сооружён в так называемом туземном (грузинском) стиле по эскизам князя Григория Гагарина, который сам же его и расписал. Представлял собой каменное здание с двумя куполами и колокольней. Вмещал 1500 человек. Под спудом храма располагалась гробница строителя храма генерал-майора Дмитрия Ассеева.
После революции 1917 года собор был закрыт, а в его здании размещался кинотеатр «Ударник». Остатки собора были снесены в 1968 году.